# Seizaburō Yoshii
Seizaburō Yoshii (吉井精三郎?, Yoshii Seizaburō; 9 marzo 1917 – settembre 1947) è stato un cestista giapponese.

## Carriera
Con il Giappone ha partecipato alle Olimpiadi del 1936.